# Symbian OS
Symbian OS（シンビアンオーエス）はシンビアンによる携帯機器向けオペレーティングシステムであり、関連するライブラリ、ユーザインタフェースフレームワーク、一般的なツールの参照実装が含まれる。2008年にシンビアンはノキアに買収され、2011年末までにノキアから多国籍コンサルティング企業のアクセンチュアに事業が移管された。2010年時点では、スマートフォンのオペレーティングシステム (OS) ではシェア1位であり、フィーチャーフォンでも広く使われていた。その後Android及びiOSによってシェアは激減し、2012年のシェアは僅か3.3%となった。ノキアは2013年夏、最後のSymbian OSベースのスマートフォンを出荷し、今後はWindows Phoneに完全に移行することを発表している。

## 概要
英PSION（サイオン）がハンドヘルドPC向けとして1990年代に開発したOS、EPOC32の名称を改めスマートフォン向けにリリースしたOSである。2007年現在までに、Symbian OSを使用したユーザインタフェースにはUIQやS60（旧称Series 60、開発ノキア）、Series 80、Series 90、MOAP (S) （開発NTTドコモ）などがある。ユーザインタフェースの高い適応性によりSymbian OSをさまざまなフォームファクターのデバイス（クラムシェル型やタブレット型、キー入力式やペン入力式、PDAや携帯電話など）で使用することが可能となっている。
UIQはソニー・モバイルコミュニケーションズ（当時）やモトローラのペン型スマートフォンに、S60はキーパッド型スマートフォンに採用されている。Series 80はコミュニケータと呼ばれるフルキーボード型スマートフォンに、Series 90はノキアのペン型スマートフォンにそれぞれ採用されていたが、Series 90は2006年、Series 80は2007年にそれぞれ開発終了している。コミュニケータタイプはS60へ移行・統合すると発表されている。
また、UIQとS60ではソフトウェア開発キットを公開していることで、パソコンソフトのように個人が自由にソフトを開発することができる。また個人が自由に端末にソフトをインストールし、拡張することができる。
2008年6月にノキアはシンビアンを買収し、各モバイル端末ベンダーとアプリケーションプロバイダとで構成されるSymbian Foundation（シンビアン・ファウンデーション）を創設して、SymbianOSをEclipse Public Licenseのもとで一般公開する計画を発表した。
創業メンバーとして、ノキア、Sony Ericsson、モトローラ、NTTドコモ、AT&T、韓国LG Electronics、Samsung Electronics、スイスSTMicroelectronics、米Texas Instruments(TI)、英Vodafoneの10社が発表されていた。実際には、モトローラと韓国LG Electronicsは不参加で設立された。

Android OS登場前の最盛期は60社以上の企業がSymbian Foundationに参加していた。
2009年2月からS60などのソースコードとともにSymbian FoundationからSymbian platformとしてEPLで公開されていたが、2011年1月以降はノキアからオープンソースとしてリリースされている。
2011年2月11日にノキアはスマートフォンの最重要プラットフォームをSymbianからWindows Phoneに移行すると発表した。ノキアは将来Symbianへの投資をやめる予定。
2011年4月27日、ノキアはSymbianおよび関係する社員3000人を2011年末までにアクセンチュアに移管することを発表。2009年10月には、アクセンチュアはノキアのSymbianのシステム向けサービス部門を買収していた。

## プログラミング上の特徴
長期連続稼動しつづける可能性のある携帯機器のために設計されている。メモリを節約することが強調されており、ディスクリプタやクリーンアップスタックなどのSymbian OS固有のプログラミングイディオムが使用されている。他の技法と組み合わせることによってメモリの使用量を低く保ち、メモリリークの発生を抑える。また外部記憶スペースを節約するための同様の技法も存在している。Symbian機器の記憶装置はフラッシュメモリであることが多い。
全てのSymbian OSプログラミングはイベント駆動方式であり、アプリケーションが直接イベントを処理していないときにはCPUはオフにされる。これはアクティブオブジェクトと呼ばれるプログラミングイディオムによって達成されている。こうした技法が正しく使われなければ、アプリケーションが携帯電話のバッテリーを数時間で消費してしまうこともある。正しく使えば、バッテリーの持続時間は飛躍的に向上する。
このような特徴により、Symbian OSのC++コードは特殊化したものとなっている。ただし、Symbian OS機器はOPL、Python、Visual Basic、Simkin、Perl、さらにJavaのJava ME環境やPersonal Java環境でプログラムすることも可能である。

## ウイルス問題
2004年にはSymbian OS S60を使用した携帯電話を対象にした最初の携帯電話ウイルス（ワーム）「Cabir」 が登場した。このワームはBluetoothを使用して近くの携帯電話に伝播する。

## 日本で発売されている機種
日本でも、今まで主流だったリアルタイムOSを置き換えるかたちでNTTドコモのiモード端末用のOSとして採用されている。Symbian OS上のユーザインタフェースには以下の3種類が存在する。
MOAP(S)
MOAP (S) ユーザインタフェースは、富士通がFOMA F2051で初めて携帯電話に採用した。現在では富士通（略号：F）とシャープ（SH）とがNTTドコモ向けFOMA携帯電話に使用している。また、かつては、三菱電機（D：2008年3月撤退）とソニー・エリクソン（現：ソニー）・モバイルコミュニケーションズ（SO）も使用していた。
S60
S60ユーザインタフェースを採用したものは、ボーダフォンからは、ノキア製702NK、702NK IIと804NKが、ソフトバンクモバイルに移行後に705NK、X01NK、X02NK、N82が発売されている。ノキアジャパンからはSIMフリー機であるNokia 6630STD日本版及びE61STD日本版が発売されている。NTTドコモからは、NM850iG、NM705i、NM706iが発売されている。S60はノキアにより開発された。　
UIQ
UIQインタフェースを採用しているのは、モトローラ製M1000がある。
OPP